# Bellulia kendricki
Bellulia kendricki là một loài bướm đêm thuộc họ Erebidae. Nó được tìm thấy ở Hải Nam ở Trung Quốc.
Sải cánh dài khoảng 17 mm. Các đường cắt màu hơi đen và đánh dấu rõ ràng. Cánh dưới màu nâu hơi xám.